# Parameioneta spicata
Parameioneta spicata är en spindelart som beskrevs av George Hazelwood Locket 1982. Parameioneta spicata ingår i släktet Parameioneta och familjen täckvävarspindlar. Inga underarter finns listade i Catalogue of Life.